# عطشانة (فلم)
عطشانة فيلم مصري تم إنتاجه في 25 مايو 1987 ومدة الفيلم 93 دقيقة.

## طاقم العمل

### الممثلون
- إلهام شاهين
- هشام سليم
- ندى بسيوني
- خيرية أحمد
- حسين الشربيني
- رشوان مصطفى
- توفيق الكردي
- مطاوع عويس
- شادي كمال
- يوسف عيد
- بسام رجب
- شفيق الشايب
- علية حامد
- فاطمة عيد
- عزة شريف
- منى درويش
- وسيلة حسين
- محمد أحمد المصري
- هاني محمود
- أحمد العضل

### صوت
- مجدي كامل   (مهندس الصوت)
- أحمد حمدي   (مسجل الصوت)
- حسن إبراهيم. (مساعد الصوت)
- أنور حنفي.   (م. صوت)
- جليلة الحريري (م. صوت)

### ماكياج
- أحمد دسوقي   (ماكيير)
- عبد الوهاب قطب.   (ماكيير)
- يونس قاسم. (م. ماكيير)
- محمد عبد الوهاب   (كوافير)

### مونتاج
- محمد الطباخ   (مونتير)
- حنان الشربيني (مركب الفيلم)
- كمال فهمي (نيجاتيف)

### معمل
- مصر للإستوديوهات والإنتاج السينمائي (مصر للاستوديوهات) (الطبع والتحميض)
- سعد عبد الرحمن   (رئيس قطاع المعامل)
- صلاح عبد الحليم. (مدير عام المعامل)

### توزيع
- أفلام الجوهرة (التوزيع الداخلي)
- سبوت 2000 للإنتاج السنيمائي (فيديو 2000) صفوت غطاس (موزع خارجي)
- هامز فيديو فيلم (توزيع الفيديو)

### إخراج
- السعيد مصطفى (مخرج)
- محمد مرزوق   (مخرج مساعد)
- عمرو غالب (م. مخرج ثان)

### تصوير
- محمد خليل   (مدير التصوير)
- محمد ياسر   (م. مصور)

### إنتاج
- أفلام الجوهرة   (الإنتاج)
- حمدي حسن (مدير الإنتاج)

### فوتوغرافيا
- محمد بكر (مصور فوتوغرافيا)
- يعيش الليثي (مصور فوتوغرافيا)

### موسيقى
- شفيق الشايب (كلمات وألحان الأغنية)
- فاطمة عيد (كلمات وألحان الأغنية)

### ديكور
- محمود المغربي. (مهندس المناظر)

### تأليف
- محمد الباسوسي   (قصة وسيناريو وحوار)

### كاستينج
- تركي الهواري   (ريجيسير)

### جرافيكس
- رضا جبران   (العناوين)

## وصلات خارجية
- عطشانة على موقع الدهليز
- عطشانة على موقع قاعدة بيانات الأفلام العربية
- عطشانة على موقع الدهليز